# 迪诺·梅内金
迪诺·梅内金（義大利語：Dino Meneghin，1950年1月18日—），意大利男子篮球运动员。他曾代表意大利获得1980年夏季奥运会篮球比赛男子银牌。他也参加了1972年、1976年和1984年夏季奥运会。